# Gonomyia tergofimbriata
Gonomyia tergofimbriata är en tvåvingeart som beskrevs av Alexander 1929. Gonomyia tergofimbriata ingår i släktet Gonomyia och familjen småharkrankar.
Artens utbredningsområde är Guyana. Inga underarter finns listade i Catalogue of Life.